# 사리카미스 전투
사리카미스 전투(러시아어: Сарыкамышское сражение, 튀르키예어: Sarıkamış Harekâtı 사리카미슈 하레카티[*])는 1914년 12월 29일에서 1915년 1월 2일까지 약 나흘간 지속되었던 전투이다. 러시아가 오스만 제국에 대해 큰 승리를 거두었다.
이 전투에 패배한 오스만 제국의 군대들은 그에 대한 분을 풀기 위해 아르메니아인 학살 사건을 자행하였다.

## 같이 보기
- 제1차 세계 대전
- 아르메니아인 학살 사건